# Tôn giáo đời nhà Thương
Quốc giáo của nhà Thương (k. 1600 – k. 1046 TCN) là một tôn giáo cổ đại của Trung Quốc, trong đó các tín đồ được đào tạo giao tiếp với nhiều vị thần, bao gồm tổ tiên và các vị thần của tự nhiên. Việc giao tiếp này chủ yếu diễn ra thông qua bói toán trên giáp cốt, nghi lễ tế tự và thực hành vu giáo. Nhà Thương xây dựng nhiều ngôi đền và lăng mộ quy mô lớn, phản ánh niềm tin vào thế giới bên kia. Các nhà khảo cổ đã khai quật một lượng lớn đồng khí và giáp cốt khắc chữ ở kinh đô Ân Khư cuối đời Thương. Những khám phá khảo cổ này cung cấp rất nhiều thông tin về hệ thống giáo lý của đời Thương qua bằng chứng văn tự. Trong những văn tự này, Đế được coi là vị thần tối cao, điều khiển các linh hồn khác.
Tôn giáo thời Thương giữ vai trò trung tâm trong đời sống vương tộc và cung đình. Các nghi lễ thờ cúng thần linh được tổ chức trật tự theo chu kỳ Can Chi sáu mươi ngày. Ngoài các nghi lễ chính thức do nhà vua chủ trì, những thành viên trong vương tộc cũng thực hiện các nghi thức riêng, hướng về Thượng đế và các vị thần khác. Qua thời gian, những nghi lễ này được hệ thống hóa, trở thành công cụ để cầu mong sự phù hộ, phú quý và thịnh vượng cho quốc gia.
Tôn giáo nhà Thương khởi nguồn từ vùng Bình nguyên Hoa Bắc, trung tâm của văn minh Hoa Hạ từ khoảng năm 1600 đến 1046 TCN. Những giáp cốt văn sớm nhất được xác định có niên đại k. 1250 TCN, dưới thời vua Vũ Đinh, dù người ta tin rằng chúng đã xuất hiện từ trước cả thời điểm đó. Trong hơn hai thế kỷ, nhà Thương không chỉ mở rộng ảnh hưởng tôn giáo mà còn tiếp thu các yếu tố văn hóa từ các bộ lạc láng giềng. Sau năm 1046 TCN, sau khi nhà Chu lật đổ nhà Thương, các giáo lý và tín ngưỡng của triều đại này dần được tiếp nhận, cải biên và tích hợp vào hệ thống cai trị mới. Sau khi nhà Thương cáo chung, nhiều tín ngưỡng và truyền thống của họ, như lịch Can Chi và thờ cúng tổ tiên, vẫn tiếp tục tồn tại  trở thành một phần không thể thiếu trong văn hóa của các quốc gia trong Vùng văn hóa Á Đông ngày nay.

## Hệ thống giáo lý
Một số đặc điểm của quốc giáo triều Thương đã được xác định là tiền đề cho các yếu tố của văn hóa quan liêu Trung Quốc sau này. Người Thương tin vào một đấng tối cao, vừa là người dẫn dắt những linh hồn cấp thấp, bao gồm các vị thần tự nhiên và các linh hồn tổ tiên, vừa là hiện thân hòa quyện của tất thảy những quyền năng siêu nhiên ấy.

### Đế
Vị thần tối cao của nhà Thương là Thượng đế (上帝), hay đơn giản là Đế (帝). Trong nhiều văn khắc trên giáp cốt, Đế được là một thực thể cai quản tất cả thế giới, bao gồm cả con người, linh hồn người đã khuất và các vị thần tự nhiên, theo một hệ thống phân cấp rõ rệt. Tuy nhiên, các tư tế Thương không hề đề cập về Đế trong các kinh thư, thay vào đó, ý chí của Đế chỉ có thể được biết đến thông qua thuật bói toán trên giáp cốt.
Người Thương tin rằng Đế có quyền lực tuyệt đối đối với cả thiên nhiên lẫn thế giới con người. Quyền năng của Đế bao gồm việc kiểm soát các hiện tượng khí hậu, ảnh hưởng đến mùa màng và kết cục các trận chiến, cũng như ban hành mệnh lệnh (令). Ngoài ra, Đế có khả năng chấp thuận và không chấp thuận các quyết định và hành động thường nhật của con người. Người Thương tin rằng Đế có thể ban phước lành nhưng cũng có thể giáng tai họa xuống trần gian. Họ tiến hành các nghi lễ để đảm bảo Đế sẽ không gây ra nguy hiểm; tuy nhiên, không có bằng chứng nào cho thấy vị thần này nhận đồ hiến tế, hàm ý có một sự khác biệt lớn giữa Ngài và các thần linh khác.

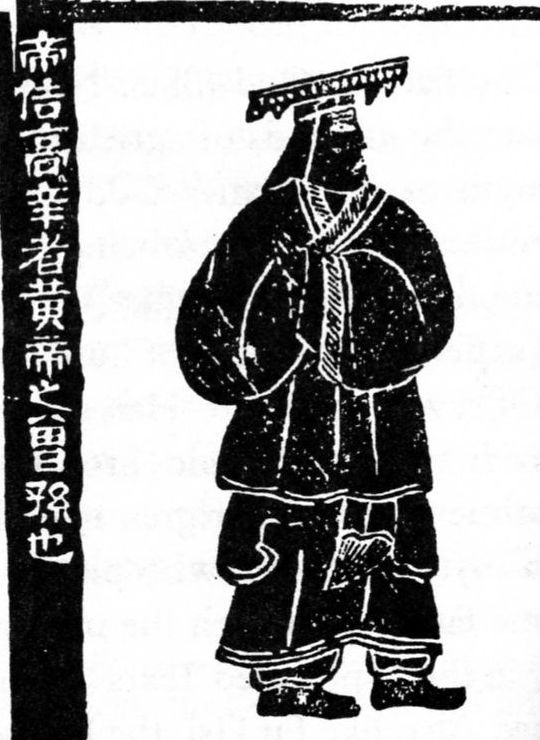
Đế Khốc, vị quân chủ thứ ba trong Ngũ đế

Danh tính thật sự của Đế đối với người đời Thương đã trở thành chủ đề gây tranh cãi, với nhiều cách tiếp cận khác nhau được đề xuất. Robert Eno cho rằng Đế đóng vai trò như Thiên của người đời Chu cũng như Zeus của người Hy Lạp cổ. Có người cho rằng Đế chính là Đế Khốc, một trong Ngũ đế được nhắc đến trong Sử ký của Tư Mã Thiên; nhiều giáp cốt văn gọi Đế Khốc là "cao tổ". Một số nhà sử học khẳng định rằng qua việc tôn thờ một vị thần tối cao có danh tính là thủy tổ của mình, nhà Thương sẽ đảm bảo quyền cai trị của họ trên mặt đất. Có một đề xuất khác từ Robert Eno, rằng tôn giáo này không sở hữu bất kỳ vị thần tối cao nào trong giáo lý của mình và rằng Đế là một từ chung để chỉ tập thể của tất cả các thực thể siêu nhiên. Theo Robert Eno, danh từ Đế được áp dụng cho thụy hiệu của một số tổ tiên mặc dù thực tế là những linh hồn đó không hề có quyền lực ngang hàng với Đế. Từ đó, ông đưa ra giả thuyết rằng Đế không phải là bất kỳ vị thần nào mà là một từ có thể ám chỉ mọi thần linh. Didier, mặc dù đồng ý với Eno rằng Đế không phải là duy nhất, khẳng định rằng rất có thể đã tồn tại một "Đế" phi nhân cách, đa danh tính được tạo thành từ tổ tiên và thần thiên nhiên.

### Các vị thần tự nhiên

Bản kim văn biểu thị 'Mặt trời'.

Nhà Thương đã phát triển một giáo phái thờ gió, thường được nhắc đến. Gió gắn liền với phượng hoàng và bốn mùa, được cho là do bốn vị thần liên kết với mỗi hướng chính điều khiển. Cùng nhau, bốn cơn gió này và các vị thần liên quan của chúng đại diện cho ý chí vũ trụ của Đế và mang theo thẩm quyền của Ngài để tác động đến việc làm nông. Các nghi lễ được tiến hành để xoa dịu các vị thần gió và cầu nguyện cho mùa màng bội thu. Gió cũng có thể gây hại và có những linh hồn khác ngoài các vị thần gió có thể điều khiển gió.
Việc thờ cúng các sức mạnh tự nhiên ảnh hưởng trực tiếp đến nông nghiệp dường như rất quan trọng đối với nhà Thương, vốn sở hữu nền kinh tế phụ thuộc rất nhiều vào lĩnh vực này. Đặc biệt, người đời Thương thờ Xã 社, trong giáp cốt văn gọi là Thổ 土, là thế lực bảo vệ họ khỏi đại họa. Thực thể này theo một số cách có thể có liên quan đến bộ lạc phía tây của nhà Thương là Thổ phương 土方, bộ lạc mà nhà Thương duy trì mối quan hệ nông nghiệp. Người đời Thương cũng thờ thần Núi (Nhạc 岳), và thần sông (Hà 河) (tức Hoàng Hà). Hai vị thần này đôi khi được gọi là "cao tổ" và được thờ cúng như các vị tổ tiên, điều này làm cho sự khác biệt giữa các sinh linh tự nhiên và tiên tổ của nhà Thương trở nên mờ nhạt hơn.
Nhà Thương tôn thờ một vài linh hồn mà họ gọi là các linh hồn của phía Đông, Tây và Nam. Giáp cốt văn ghi lại những nghi lễ tế động vật cho các linh hồn có giới tính như Tây Mẫu 西母 và Đông mẫu 東母. Mặc dù một số người xác định hai vị thần này là Mặt trời và Mặt trăng, những người khác lại cho rằng họ có nhiều khả năng là những vị thần liên quan đến các phương hướng và do đó là các thực thể trên trái đất. Việc thờ cúng các vị thần như vậy có thể bắt nguồn từ sự sùng bái thần nông nghiệp cũng như các nữ thần sinh sản.
Nhiều văn bản đời Thương đề cập tới các nghi lễ dành riêng cho mưa, tuyết, bệnh tật và cào cào. Mặt trời cũng được nhắc đến, nhưng nó hầu như chỉ được coi là một vật thể chuyển động và rất hiếm khi có nghi lễ nào được dành riêng cho nó. Các vị vua nhà Thương cũng thờ vị thần của sông Hoàn, nơi cung cấp cho họ không gian để tập bắn cung.

### Giáo lý thờ cúng tổ tiên
Triều đại Thương đã thiết lập một sự thờ cúng tổ tiên rất có tổ chức. Các tín đồ tin rằng có sáu linh hồn tổ tiên tiền triều đại bao gồm Thượng Giáp 上甲, Báo Ất 報乙, Báo Bính 報丙, Báo Đinh 報丁, Thị Nhâm 示壬, Thị Quý 示癸, và gần 30 linh hồn của các tiên vương thời kỳ triều đại Thương trị vì Trung Quốc, bắt đầu từ con của Thị Quý là Đại Ất và kết thúc ở Đế Tân (tức Trụ Vương). Những tổ tiên này có ảnh hưởng tới nhà vua – hậu duệ của họ đang trị vì dưới thế gian – chẳng hạn như gây ra bệnh tật, hoặc thậm chí ảnh hưởng đến giấc mơ (một mảnh giáp cốt ghi lại sự kiện Thái Giáp gây ra ác mộng cho nhà vua. Quyền lực của một tổ tiên tăng dần theo vị trí của tổ tiên đó trong hệ thống thần. Theo đó, Thượng Giáp và năm vị tiên tổ tiền triều đại là mạnh nhất, có ảnh hưởng rất lớn đến thời tiết và mùa màng. Nếu không được dâng hiến các nghi lễ phù hợp, tổ tiên có thể gây ra mùa màng thất bát và thiên tai, những sự kiện được coi là lời nguyền.

Thượng Giáp trong giáp cốt văn.

Tổ tiên nữ cũng được tôn kính, đặc biệt là thê thiếp của những vị vua dòng dõi trực hệ hoặc mẹ của họ. Những tổ tiên nữ này thường tỏ ra tức giận trong nghi lễ bói toán, và thường sau đó họ được hiến tế lễ vật. Tuy nhiên, tổ tiên nữ vẫn không được tôn kính bằng tổ tiên nam, vì thực tế là thẩm quyền của họ chỉ liên quan đến việc sinh sản, và triều Thương cử hành nghi lễ cho tổ tiên nam nhiều gấp năm lần. Một số tên đáng chú ý trong bói toán xương là Tỉ Kỷ 妣己, Tỉ Canh 妣庚, Tỉ Bính 妣丙, và Phụ Hảo, người được gọi bằng các thụy hiệu Mẫu Tân 母辛 và Tỉ Tân 妣辛.
Có một số linh hồn bí ẩn được gọi là tổ tiên, danh tính của họ vẫn chưa được hiểu đầy đủ. Những người này bao gồm các "tiên công" (先公) như Vương Hợi 王亥 và Nao 獶, có tên trong giáp cốt văn chứa hình tượng loài chim. Cũng có những thực tể tương tự tổ tiên được sùng bái, chẳng hạn như Y Doãn, Y Thị, và Muội Hỉ. Các vị thần như Y Doãn dường như có thể ban mưa và đảm bảo mùa màng bội thu. Một số sau này xuất hiện trong văn học cổ điển Trung Quốc với vai trò các thủ lĩnh và chính trị gia thời Hạ-Thương.

### Thần học
Nhà Thương tin vào tính thần thánh của một khu vực xung quanh cực Bắc, được thể hiện bằng một hình vuông 口 tạo bởi bốn ngôi sao xung quanh cực vào thời kỳ này. Vào thời Thương, 口 biểu thị chi thứ tư trong 12 chi là đinh, và có liên quan đến dòng dõi trực hệ vương tộc. Các bản khắc cho thấy chữ này có thể được diễn giải theo nhiều cách. Nó có thể biểu thị nơi thực hành tôn giáo, một thực thể được sùng bái, hoặc một nghi lễ.

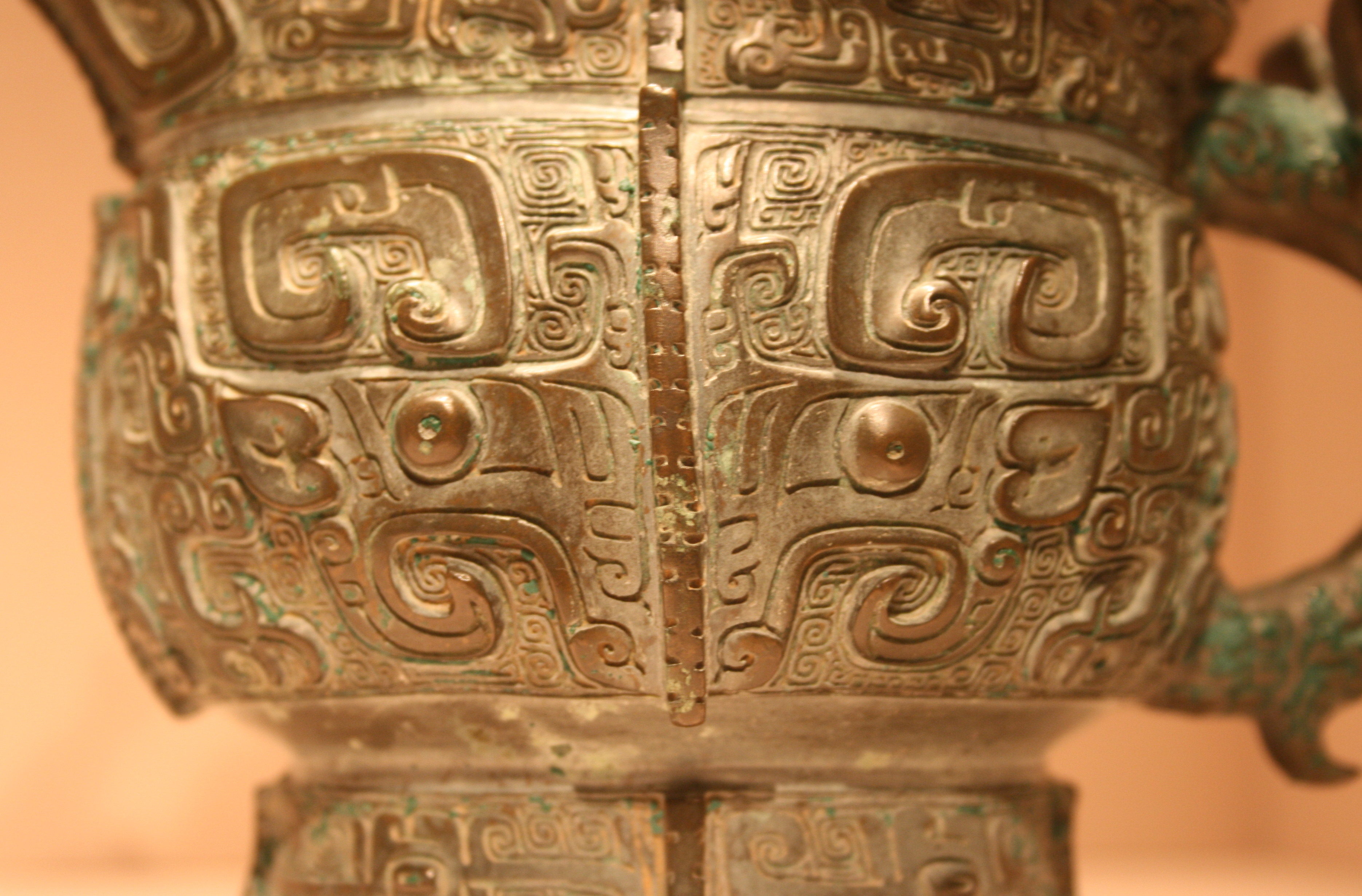
Motif Thao thiết trên đồng khí đời Thương.

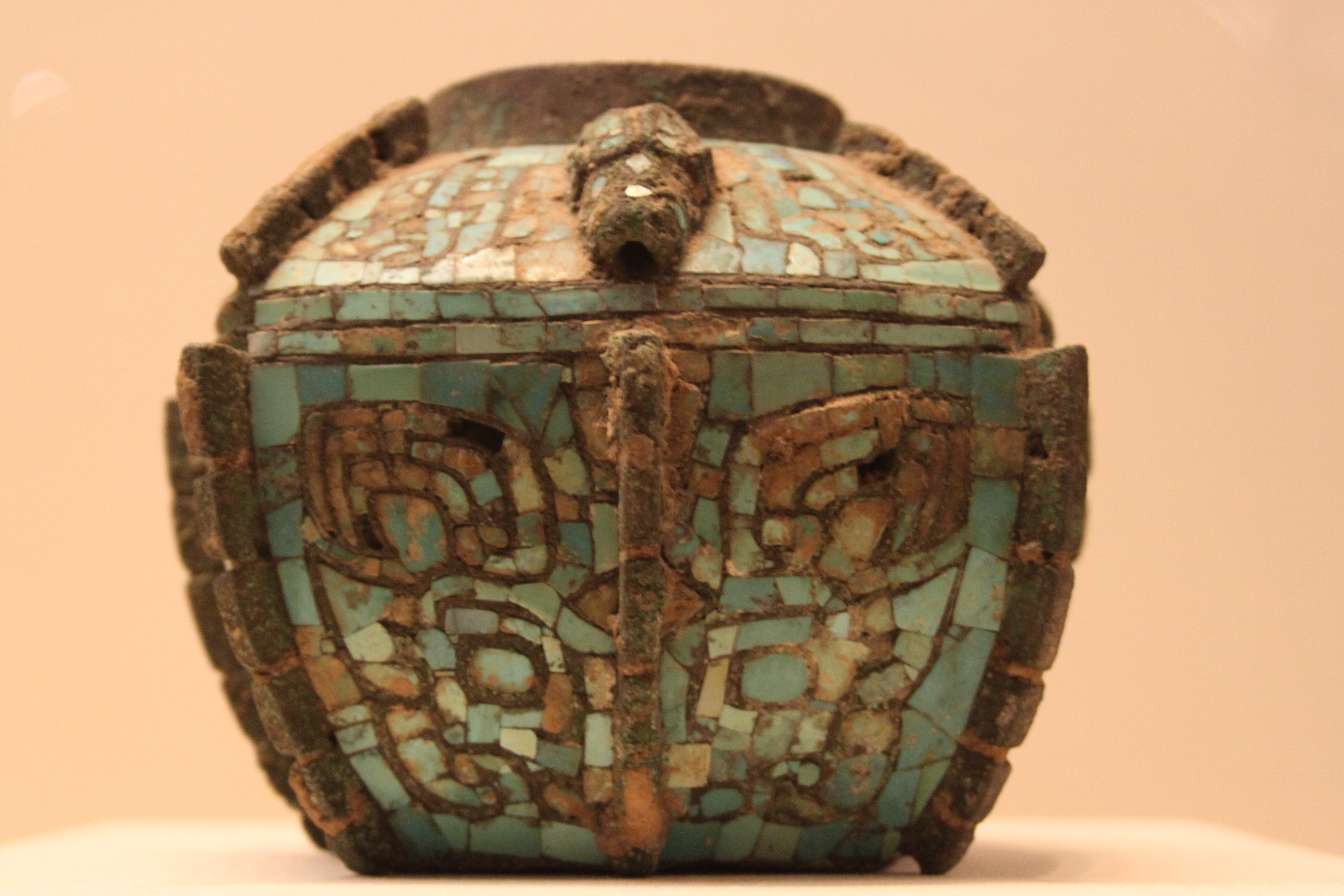
Motif Thao thiết trên bình đồng cuối đời Thương.

Một hình ảnh trực quan về hình tượng cực Bắc đối với người Thương được thể hiện qua một hoa văn trên các bình đồng, giới khoa học hiện đại gọi là "Thao thiết". Họa tiết này thường mô tả các linh hồn thông qua các loài động vật khác nhau, một truyền thống tương tự như các nền văn hóa trước đó như Ngưỡng Thiều và Lương Chử. Một số cách giải thích về ý nghĩa cụ thể của Thao thiết đối với nhà Thương đã được đưa ra. Trong khi một số người suy đoán họa tiết này không truyền tải ý nghĩa gì đối với ngoài mục đích trang trí, hầu hết các bằng chứng chỉ ra rằng đây thực sự là một khía cạnh tôn giáo hết sức quan trọng. Các học giả cho rằng vì nó xuất hiện trên các bình nghi lễ và rìu nghi lễ của nhà Thương nên nó không thể chỉ để trang trí. Tất cả những hình thù Thao thiết này đều có nét tương đồng mạnh mẽ với vùng cực Bắc. Cụ thể, họa tiết này nổi bật có các gờ mũi được bao quanh bởi các chấm, tương tự như cực hoàng đạo và các ngôi sao liền kề. John C. Didier khẳng định rằng những điểm tương đồng này chỉ ra rằng các hình thù được miêu tả là những linh hồn thiêng liêng có tầm quan trọng sống còn với Thương triều.

Văn tự "Đế" trong giáp cốt văn.

Thiên với phần vuông.

Người Thương tin rằng Đế bao gồm hai ngôi. Một trong số đó, Thượng đế, là một tập hợp các thế lực tiên tổ thông qua hình vuông mô phỏng vùng cực Bắc. Thượng đế là ngôi cao hơn trong hai ngôi, có quyền lực của vùng cực thần thánh. Cũng trong tín ngưỡng của người Thương, chính khối vuông này được tạo thành bởi các linh hồn tổ tiên dòng dõi trực hệ qua tên chung là Thượng đế, đại diện cho ý chí của Đế đối với lợi ích của con người. Trong giáp cốt văn, có hai ký tự thường dùng cho Thượng đế; một hình vuông, và hình còn lại có các đường thẳng song song; cả hai có liên quan đến nhau.
Bói toán về 口, trong ngữ cảnh này đồng nghĩa với "Đinh".
 Ngược lại, nhà Thương tin rằng Thượng đế, với vai trò ngôi cao tượng trưng cho bầu trời, có một bản thể đối lập tương ứng với mặt đất. Nhiều phiên bản văn tự mô tả ngôi đối lập của Thượng đế 上帝, gọi là Hạ đế 下帝, bao gồm các vị thần không phải tổ tiên như thần mây, thần mưa và thần đất. Do đó, Đế được tạo hởi cả Thượng đế – thiên đường – và Hạ đế – mặt đất. Hạ đế có ảnh hưởng tới những tai họa xảy ra với con người. Đôi khi, người Thương gọi hai ngôi này bằng một cái tên ghép là "Thượng Hạ đế" 上下帝.

### Những niềm tin khác
Người đời Thương tin rằng Đế sở hữu những thuộc hạ đặc biệt, gọi là Ngũ thần 五臣. Họ có thể được mô phỏng từ năm hành tinh, truyền tải thông điệp đến thế giới loài người về ý muốn của Đế.
Trong tín ngưỡng của người Thương, tồn tại một vật tổ 'chim'. Tên của một số linh hồn tổ tiên và bán tổ tiên của người Thương như Vương Hợi và Quỳ thể hiện một biểu tượng chim dường như được người Thương coi là thiêng liêng. Điều này có thể liên quan đến huyền thoại sáng lập nhà Thương trong lịch sử truyền thống sau này như được mô tả trong các văn bản cổ điển Trung Quốc, vốn kể rằng tổ tiên nhà Thương là Tử Tiết được sinh ra sau khi mẹ ông là Giản Địch giẫm phải dấu chân của một con chim đen bí ẩn. Một số người cho rằng vật tổ chim là một biểu tượng trong tôn giáo của nhà Thương, và một số người khác đã cố gắng truy tìm nguồn gốc của hình ảnh đặc biệt này. Tuy nhiên, hình dạng của biểu tượng này cũng có thể đại diện cho các loài thú hơn là các loài lông vũ.

## Việc thực hành tôn giáo
Các nghi lễ của nhà Thương có sự phân cấp, trong đó các nghi lễ do nhà vua thực hiện sẽ được tổ tiên gần thế hệ của ông truyền lại cho những tổ tiên xa hơn, những linh hồn này sẽ chuyển yêu cầu của nhà vua đến Đế. Các nghi lễ chính của nhà Thương bao gồm bói toán, hiến tế, cầu nguyện và tang lễ. Ngoài ra còn có một 'nghi lễ bắn cung' mà các vua nhà Thương thường tiến hành trên sông Hoàn, được miêu tả trên một bản kim văn khắc trên một con rùa đồng của một viên quan 'tác sách'. Giáp cốt văn cũng nhắc tới các nghi lễ tâm linh như lễ thiêu, lễ rót rượu, lễ trừ tà và nghi lễ múa "thương" 商.

### Thuật bói toán

Mảnh giáp cốt chứa văn tự bói toán thời vua Vũ Đinh

Bói toán đối với người đời Thương là một cách giao tiếp gián tiếp với các linh hồn. Họ thường bói toán trong đền thờ, nhưng việc này cũng có thể thực hiện bên ngoài, chẳng hạn như khi đang săn bắn. Những mảnh giáp cốt chủ yếu dùng cho bói toán bao gồm xương bả vai, yếm rùa và một số vật liệu khác, được các thầy bói nung nóng sau khâu chuẩn bị. Nhiệt tạo ra các vết nứt trên giáp cốt, chúng được coi là câu trả lời từ các vị thần và được ghi lại thành văn bản. Những văn bản bói toán của triều Thương có niên đại lâu đời nhất vào k. 1250 trước Công nguyên, là đại diện cho quốc giáo của triều đại này. Thông thường, một văn bản bói toán bao gồm ngày bói (theo Can Chi), mệnh đề bói và đôi khi là lời tiên đoán cùng với xác minh. Thường có nhiều cặp mệnh đề bói giống nhau xuất hiện trên một mảnh xương duy nhất, trong trường hợp đó, các phần ghi ngày tháng giúp thiết lập trình tự thời gian của chúng. Các dấu hiệu của bói toán sử dụng quẻ tam hợp và quẻ lục hợp cũng xuất hiện trên một số văn bản.
Văn tự bói toán từ thời vua Canh Đinh.
Thông qua giáp cốt, người Thương giao tiếp với các linh hồn về việc chiến tranh, nông nghiệp, tế tự và thời tiết, sử dụng hệ thống Can Chi để sắp xếp ngày tháng. Ví dụ, có một số quẻ bói về các cuộc tấn công từ bên ngoài, mặc dù không có quẻ nào như vậy xuất hiện trong giai đoạn Ân Khư V khi nhà Thương đã thiết lập quyền kiểm soát ổn định với một khu vực nhỏ.  Ngoài ra, bói toán được thực hiện để xác định các chính sách phù hợp cho các sự việc công cộng, chẳng hạn như xây tường thành và chỉ huy các tiểu thần phụ trách dân sự.
Người ta thấy rằng rằng có hàng nghìn quẻ bói không được thực hiện bởi vua Thương hay các thầy bói của ông, mà thay vào đó được thực hiện bởi những người thuộc tầng lớp tinh hoa vương tộc; những quẻ như thế được gọi là "phi vương bốc từ". Có bốn nhóm văn tự không phải của nhà vua, có niên đại vào đầu và giữa thời kỳ Vũ Đinh. Một trong bốn nhóm này là một tập hợp các văn tự giáp cốt được một vương tử nhà Thương ủy quyền và được các nhà khảo cổ khai quật tại địa điểm Hoa Viên Trang Đông địa. Nhóm này bao gồm 537 văn tự khác nhau, thể hiện văn phong khác biệt so với bốc từ của nhà vua. Các dòng chữ khắc liên quan đến nhiều chủ đề khác nhau, trong đó thường gặp nhất là việc xây dựng đền thờ trong điền trang của ông, mối quan hệ với Vũ Đinh, các vấn đề nội bộ hoặc các vấn đề liên quan đến chiến tranh.

### Việc tế tự
Tôn giáo Trung Quốc thời nhà Thương là một ví dụ điển hình về hệ thống tế tự, trong đó bạo lực được nghi lễ hóa và nhằm mục đích đạt được sự phù hộ của thần thánh. Đến thế kỷ thứ mười một trước Công nguyên, nhà vua phải thực hiện các lễ tế cho tổ tiên hàng ngày, với rất nhiều lễ vật. Nhu cầu về các vật dụng tế lễ như vậy đã thúc đẩy các cải tiến công nghệ cho xã hội nhà Thương vào cuối thời kỳ này.

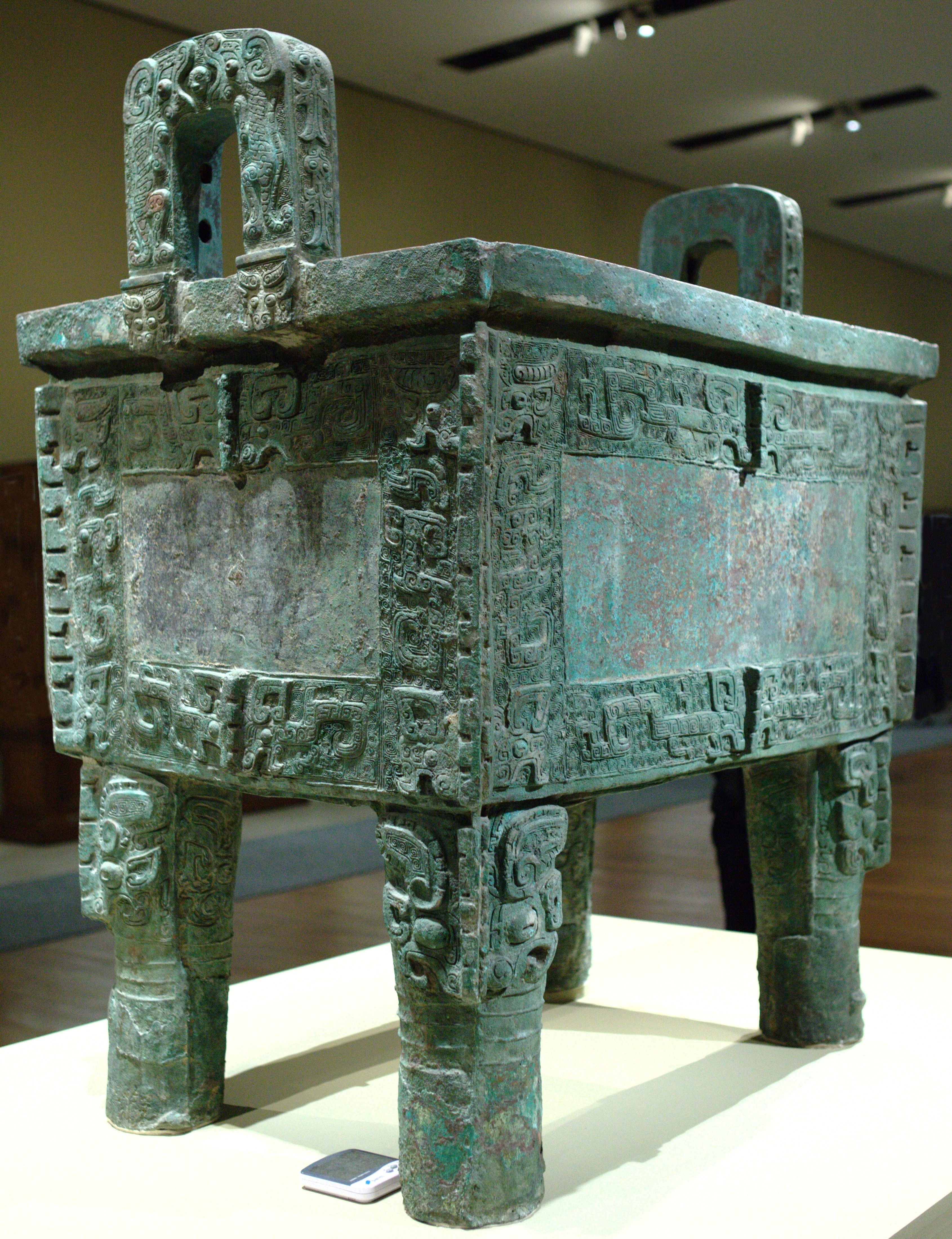
Hậu Mẫu Mậu đỉnh, dành riêng cho một vương phi của Vũ Đinh.

Những vật hiến tế không phải sinh vật sống chủ yếu là xương, đá và đồng khí. Một số sản phẩm xương được tạo hình thành trâm cài tóc hoặc đầu mũi tên, và có cả trường hợp ngà voi được tìm thấy trong các ngôi mộ của giới vương tộc. Các đồ vật bằng đá như ngọc bích được đúc thành các đồ vật nghi lễ trang trí, chẳng hạn như những đồ vật được phát hiện trong lăng mộ Phụ Hảo. Đồng khí dùng trong tế lễ có khắc những văn tự ngắn, điển hình nhất là "đỉnh" đồng (鼎), là thứ đồng khí chỉ nhà vua và những người thừa kế ngôi vua được sử dụng. Cũng có những tế vật phụ được chấp nhận như đồ gốm có thiết kế hoa văn được thừa hưởng từ các nền văn hóa đồ đá-đồ đồng.
Một số loài động vật, sau khi bị săn bắt, được dùng làm vật tế lễ cho cả tổ tiên và thần tự nhiên. Có bốn phương cách hiến tế động vật, xét đến với đến hai tiêu chuẩn. Thông thường, các loài chó được hiến tế theo các cách tương đối linh hoạt, từ việc làm thức ăn của tổ tiên đến việc là động vật hầu cận sau khi chết của họ. Người Thương cũng thường hiến tế cừu, gia súc và lợn, kết hợp bằng nghi thức đốt củi để dâng cho các thần Hà, Thổ và Nhạc. Họ cũng hiến tế bia kê và ngũ cốc phụ theo động vật.

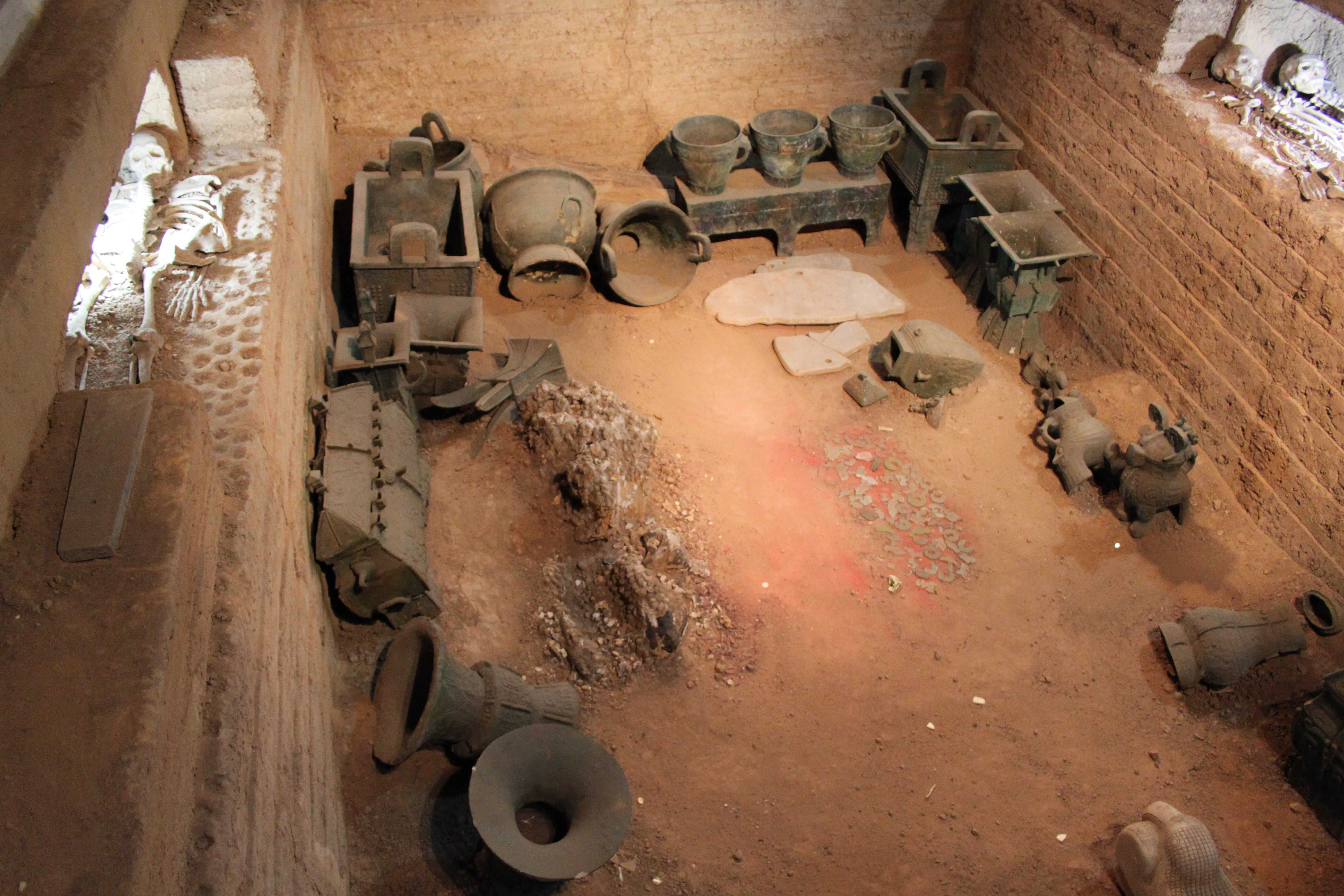
Bên trong lăng mộ của vương phi Phụ Hảo.

Nhà Thương cũng thực hành việc tế người ở quy mô lớn đáng kể. Hiến tế người là một đặc điểm độc đáo của tôn giáo nhà Thương với mức độ thực hành lớn hơn bất kỳ triều đại Trung Quốc nào khác. Giáp cốt văn nhắc đến ít nhất 14.197 nạn nhân bị hiến tế, và 1.145 văn tự trong số đó không đưa ra con số chính xác. Nhà Thương thường hiến tế tù nhân chiến tranh, chẳng hạn như tù nhân người Khương 羌 những người bị bắt hoặc được các tiểu quốc phụ thuộc cống nạp. Ngoại trừ một số tù nhân được tha mạng, những người còn lại, bao gồm cả phụ nữ, đều bị giết và hài cốt của họ được hiến tế cho các linh hồn. Chỉ riêng một lần hiến tế có thể cần đến hàng trăm hoặc thậm chí hàng nghìn bị giết. Những nạn nhân này phải chịu những cách giết khác nhau khi được dâng cho các linh hồn khác nhau, chẳng hạn như bị dìm chết nếu dâng cho thần sông "Hà", bị chôn nếu hiến tế cho thần đất "Thổ" , bị chặt thành nhiều mảnh cho các linh hồn gió và bị thiêu chết nếu đó là một vị thần bầu trời.

#### Thuật ngữ dùng trong hiến tế

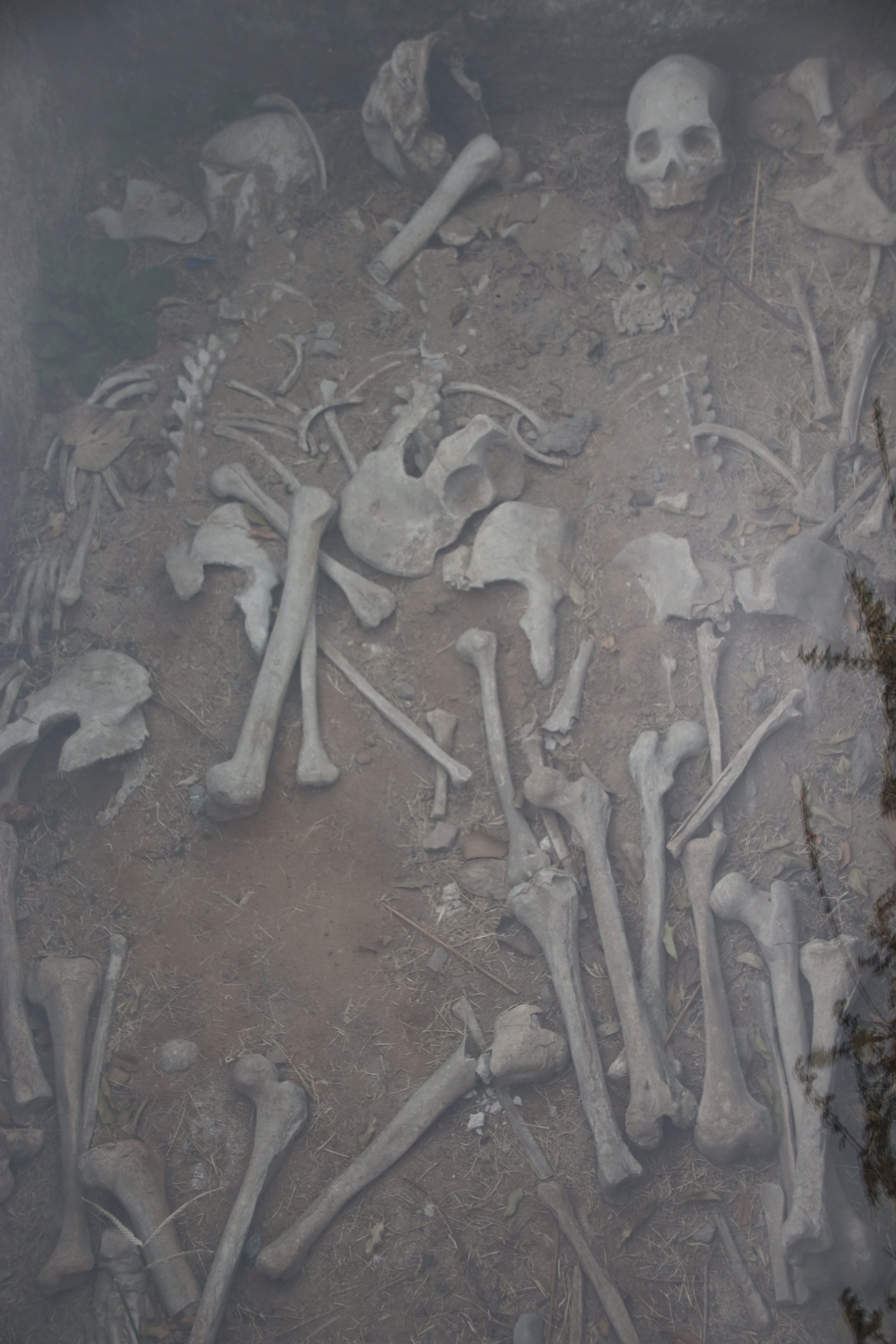
Bản tái tạo của hố chứa tế vật.

Văn tự giáp cốt chứa rất nhiều từ liên quan đến việc tế tự. Một số có thể kể đến bao gồm hy sinh (hiến tế động vật), nhân sinh (hiến tế người), nữ (phụ nữ bị hiến tế), thê (phụ nữ phụ thuộc) và thiếp (người hầu), tất cả đều đề cập đến các tế vật. Nhà Thương cũng đôi khi hiến tế tiểu thần, những người đóng vai trò là các viên chức hoàng gia nhỏ nhận bổng lộc triều đình.
Một số ký tự biểu thị các thuật ngữ cho các phương pháp hiến tế. Một số trong số này là đậu dùng để chỉ các phương pháp giết người hiến tế trong các bình đồng, san biểu thị hiến tế một người, hoặc thị có nghĩa là sự hiến tế tại các đền thờ.

#### Chu kỳ tế tự

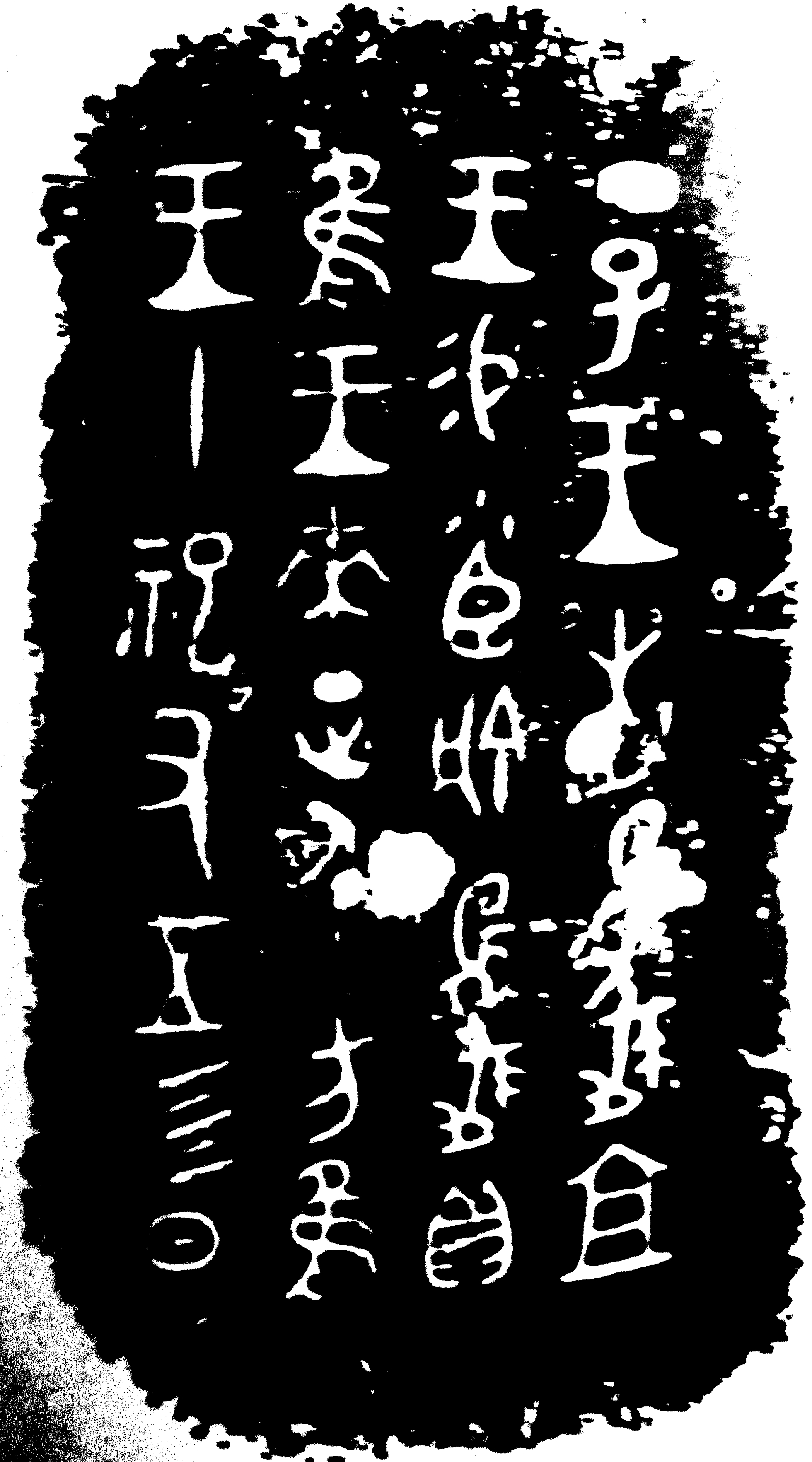
Bản khắc kim văn trên đồng khí đời nhà Thương. Phía trên là trích đoạn từ hai cột đầu tiên của dòng chữ khắc.

Lịch tế lễ có tính phụng vụ của nhà Thương hình thành vào thời của nhóm thầy bói Xuất. Một lịch trình chi tiết mô tả thứ tự nghi lễ cuối thời Thương đã được suy ra từ việc nghiên cứu một loạt các văn tự ghi lại bởi hai nhóm thầy bói Xuất và Hoàng, trong thời kỳ trị vì của ba vị vua cuối cùng. Chu kỳ này bao gồm năm nghi lễ chính mà người đời Thương gọi là: tế, tưới, hiệp, dung và dực. Vào đầu mỗi vòng tế lễ, một buổi lễ tôn vinh tất cả những thần linh nhận lễ vật gọi là "công điển" được tổ chức và vào mỗi cuối tuần, các thầy tế sẽ khắc một dòng chữ thông báo về các lễ tế cho ngày hôm sau. Một số học giả cho rằng tế là nghi lễ mở đầu cho chu kỳ.
Lịch trình phụng vụ bao gồm 36 hoặc 37 tuần, mỗi tuần có 10 ngày. Trong số này, tất cả trừ một đều dành cho năm nghi thức tế, bắt đầu sau các nghi lễ mở đầu, và tuần còn lại là tuần "nghỉ" để chuẩn bị cho một chu kỳ mới. Do đó, một chu kỳ đầy đủ (gọi là "tự") xấp xỉ một năm và đôi khi được dùng như một thuật ngữ để chỉ một năm bình thường. Trên thực tế, thuật ngữ này thậm chí thỉnh thoảng còn được sử dụng với ít nét tôn giáo hơn, như trong đoạn trích này từ một bản kim văn cuối đời Thương:
隹王來征人方隹王十祀又五肜日
Chuy vương lai chinh Nhân Phương chuy vương thập tự hữu ngũ dung nhật. (Nhà vua trở về từ cuộc chinh phục bộ lạc Nhân Phương, đúng vào chu kỳ tế tự thứ mười lăm của nhà vua [năm thứ mười lăm ông trị vì], vào giai đoạn lễ tế "dung".)— Kim văn trên đồng khí cuối đời Thương.

Có vài văn tự khác cũng sử dụng thuật ngữ này để chỉ một năm. Các vị vua nhà Thương đôi khi cũng tiến hành các lễ tế phụ nếu các vị tổ tiên đã gây ra tai họa cho họ. Do sự sụp đổ của nhà Thương, hai vị vua cuối cùng không được con cháu dâng lễ vật sau khi chết.

### Shaman giáo
Nhiều văn bản giáp cốt cho thấy rằng nhà Thương thường giao tiếp với thế giới linh hồn thông qua nghi lễ tân 賓. Kiểu giao tiếp này, như một số học giả chỉ ra, có thể được hiểu là giao tiếp 'không gặp gỡ trực tiếp', nghĩa là không có yếu tố shaman giáo, vì nghi lễ này không bao giờ liên quan đến sự giao tiếp xuất thần hay hòa nhập linh hồn bên trong cơ thể của nhà vua. Tuy nhiên, những nhà nghiên cứu về đồng khí nhà Thương như Trương Quang Trị khẳng định rằng nhận thức này không thỏa đáng và rằng tôn giáo của triều đại nhà Thương hẳn đã có sự thực hành shaman giáo. Theo Trương và những người khác cùng quan điểm, chính vua nhà Thương đã hành động như một shaman để kết nối với các linh hồn.
Giáp cốt văn có một ký hiệu cổ của thuật ngữ "vu" 巫, người dường như hoạt động như một trung gian giữa con người và các linh hồn bằng lời cầu nguyện và chiêm tinh học; các vu được thờ cúng cùng những vị thần linh khác sau khi chết. Tuy nhiên, vai trò của vu trong thời nhà Thương vẫn chưa được làm rõ hoàn toàn. Người ta không chắc liệu vu thời nhà Thương thực sự ám chỉ đến các shaman, những người đạt đến trạng thái ý thức thay đổi, hay một loại người thực hành tôn giáo khác sử dụng các phương tiện không liên quan tới shaman để giao tiếp với các linh hồn. Nhiều cơ sở cho thấy "vu" có thể bắt nguồn từ những người ngoài lãnh thổ nhà Thương. Nhà Hán học Victor H. Mair ủng hộ quan điểm cho rằng bản thân "vu" có liên hệ gián tiếp với maguš của Hỏa giáo Tây Á, vốn là những thầy tế giao tiếp với các linh hồn thông qua các nghi lễ và nghệ thuật bình thường thay vì việc xuất thần của các shaman.. David Keightley cũng không đồng tình với cách giải thích cho rằng vu và shaman là một.
Các nghiên cứu gần đây hơn chỉ ra rằng không có bằng chứng hợp lý nào về sự tồn tại của shaman giáo trong tôn giáo Trung Quốc đời Thương. Theo đó, Trương Quang Trị và những người khác đã phân tích sai lệch thông tin từ các hoạt động tôn giáo của nhà Chu sang của nhà Thương khi lập luận cho lý thuyết shaman giáo. Hơn nữa, lý thuyết này dường như không giải thích được các phương pháp mà nhà Thương duy trì sự cai trị – tôn sùng Đế, vị thần không được những người ủng hộ lý thuyết này quan tâm.

### Thực hành tang lễ và các lăng mộ

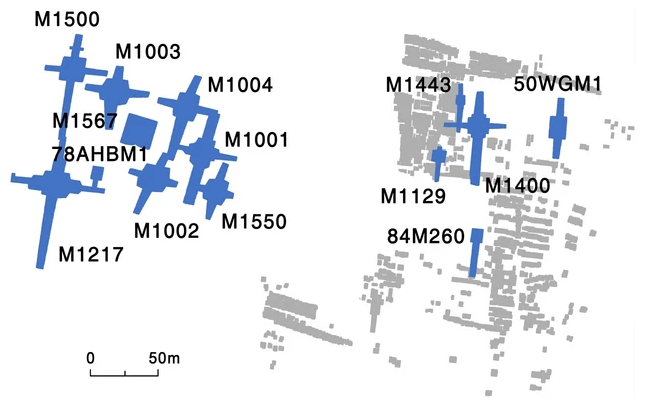
Bản đồ nghĩa trang vương tộc, với các lăng mộ vượng gia đánh dấu màu xanh lam.

Tại kinh đô Ân Khư tọa lạc nghĩa trang dành cho vương tộc, đặt tại nơi hiện là Tây Bắc Cương thuộc thành phố An Dương. Nơi này đóng vai trò là nơi an nghỉ của giới tinh hoa, và được chia thành hai khu vực Đông-Tây có lẽ là để phục vụ cho mục đích chính trị của vua Vũ Đinh. Có chín ngôi mộ dành cho các vị vua, trong đó bảy ngôi mộ nằm ở khu vực phía Tây, nhưng chỉ có tám ngôi mộ được hoàn thành. Các nghiên cứu sâu hơn cho thấy những ngôi mộ này được xây dựng theo cách cho thấy mối quan hệ giữa những cá nhân được chôn cất với nhau. Khi nghiên cứu cấu trúc tổng thể của nghĩa trang, các học giả cũng chỉ ra rằng vị trí các ngôi mộ thẳng hàng với cực bắc, nơi được cho là nhà của các tổ tiên nhà Thương dưới cái tên Thượng đế.
Các ngôi mộ dành cho vua được xây dựng trước khi nhà vua qua đời. Ngoài ra, thi thể của nhà vua có thể sẽ được bảo quản tạm thời trong khi các ngôi mộ đang được xây dựng. Quan tài và đồ đạc được chuẩn bị ở nơi khác trước khi được đưa đến lăng. Nhà vua, trong quan tài của mình, sẽ được chôn cất trong một căn buồng gỗ ở trục trung tâm, chôn xung quanh là động vật tế, người hầu và các sản phẩm bằng đồng như bình và vũ khí. Sau đó, căn phòng được niêm phong và nhà Thương lấp đầy đất vào lăng mộ trong khi thực hiện các nghi lễ phụ họa. Một số lăng mộ cũng phục vụ cho mục đích nghi lễ và được đặt bên dưới là các đền thờ. Một nền móng đặc biệt gần lăng mộ hoàng gia có thể là một hội trường dâng lễ, nhưng các học giả vẫn tranh luận về việc xác định nó thực sự là công trình gì.
Những ngôi mộ có kích thước nhỏ hơn đã được tìm thấy trên khắp An Dương nhưng chủ yếu tập trung ở phía tây của quần thể cung điện. Chúng dành riêng cho tầng lớp tinh hoa nhỏ và có thiết kế tương tự như lăng mộ hoàng gia. Có một ngôi mộ gia đình của một thầy bói có tên xuất hiện trên một số bản khắc kim văn. Bên ngoài kinh đô, di chỉ nhà Thương ở Tô Phụ Đồn (thuộc tỉnh Sơn Đông) có một ngôi mộ bốn dốc, là ngôi mộ duy nhất thuộc loại đó được phát hiện bên ngoài kinh đô; nó có thể là nơi chôn cất một thủ lĩnh thù địch địa phương hoặc một người được vua nhà Thương sủng ái. Một địa điểm khác có sự pha trộn của tôn giáo nhà Thương với các nền văn hóa bản địa, với một nghĩa trang của một thủ lĩnh có quan hệ mật thiết với một vương phi của Vũ Đinh. Các ngôi mộ không phải của giới thượng lưu bên ngoài khu vực kinh đô thường không có đồ tùy táng.

### Truy tặng thụy hiệu

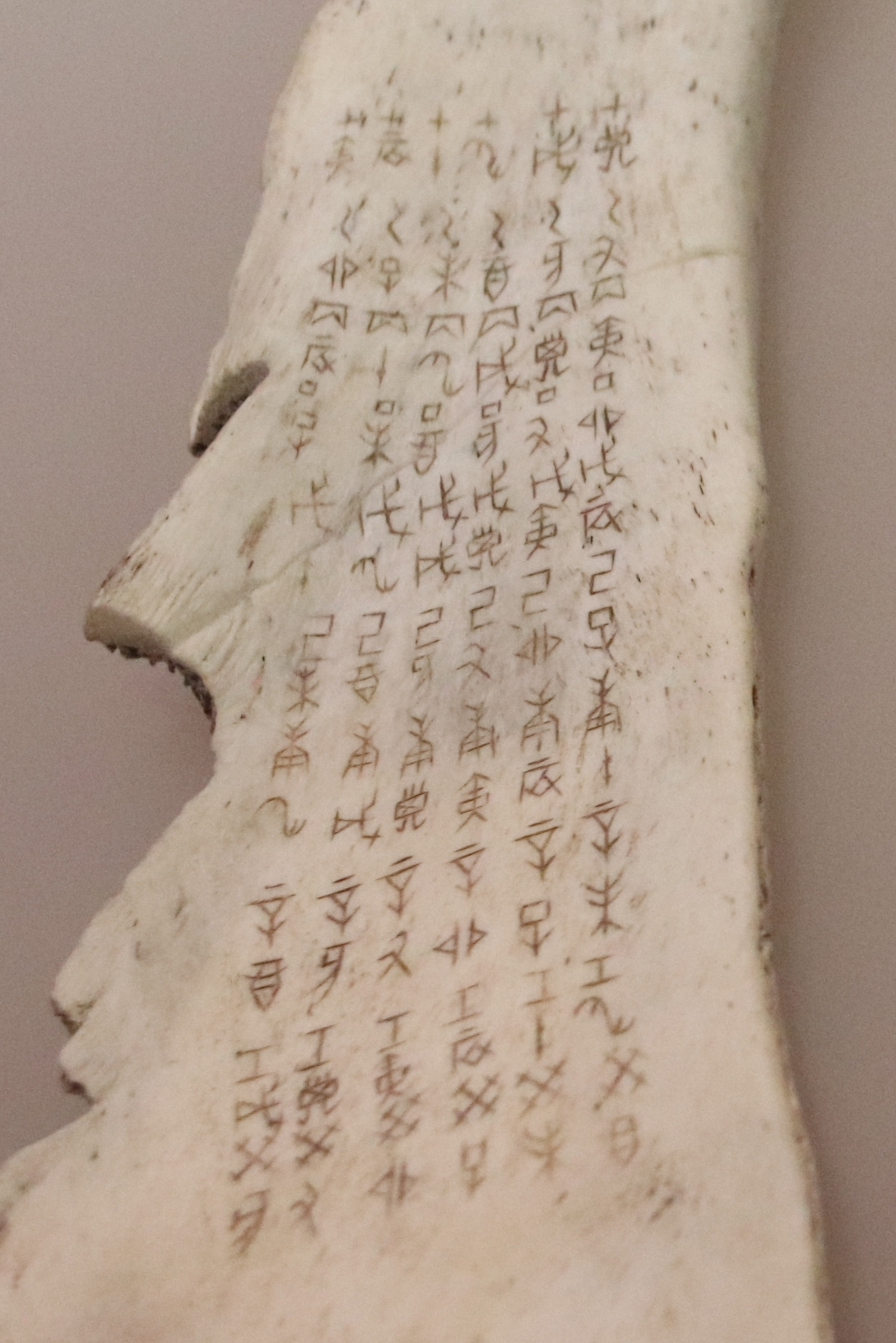
Bảng Can Chi khắc trên xương bả vai, thời đại của hai vị vua Thương cuối cùng.

Nhà Thương có truyền thống đặt thụy hiệu cho các thành viên vương tộc dựa trên một hệ thống có cấu trúc thường sử dụng tên lịch Can Chi. Có 10 ngày trong tuần có tên theo Can được sử dụng cho tổ tiên: giáp 甲, ất 乙, bính 丙, đinh 丁, mậu 戊, kỷ 己, canh 庚, tân 辛, nhâm 壬, và quý 癸. Một trường hợp đặc biệt duy nhất là đến Vương Hợi, một thủy tổ mờ nhạt có tên kết hợp Địa Chi thứ 12 thay vì một trong mười Can. Có vẻ như quá trình đặt tên ngày cho tổ tiên liên quan đến bói toán, cho phép các yếu tố xác định và sự thao túng của con người. Không có lời giải thích toàn diện nào về lý do Can Chi được sử dụng để đặt thụy hiệu tổ tiên.
David Nivison đã suy đoán về những mô hình có vẻ cố hữu trong truyền thống đặt tên, chẳng hạn như đặt tên theo ngày đầu tiên của năm vua lên ngai vàng, hạn chế đặt Can quý cho các linh hồn triều đại và tránh đặt cùng tên với vị vua trước. Các vương phi đời Thương được đặt tên Can không tuân thủ các quy tắc dành cho các vị vua. Tuy nhiên, tất cả các linh hồn tổ tiên đều có xu hướng nhận tế vật vào ngày mang Can trong thụy hiệu của họ; chẳng hạn, Tổ Ất nhận tế vật vào ngày ất 53 lần trong số 90 ngày trong một nghiên cứu gần đây.
Thụy hiệu của một số vị vua có thể liên quan đến thần học nhà Thương, đặc biệt là những cái tên có Can giáp, đinh và ất, có lẽ là sự mô phỏng của khối vuông cực Bắc. Khi được gọi bằng những Can như vậy, các linh hồnn đó sẽ được coi là những vị thần quyền năng có ý chí ảnh hưởng đáng kể đến cõi sống.
Vì có nhiều vua hơn số Can, nhà Thương đã thêm các tiền tố giống như tính từ cho họ. Một số tiền tố chỉ ra mối quan hệ gia đình của chủ thể đối với nhà vua trị vì và thường có ý nghĩa rộng hơn nhiều so với ý nghĩa hiện đại của chúng:
1. Những người họ hàng sống trước người cai trị đương nhiệm hai hoặc nhiều thế hệ sẽ được gọi là tổ 祖 ('ông', 'ông họ') và tỉ 妣 ('bà', 'bà họ').

1. Phụ 父 ('cha', 'chú') và mẫu 母 ('mẹ', 'cô') được dùng cho các linh hồn của thế hệ trước. Ví dụ, các con trai của Vũ Đinh gọi ông bằng thụy hiệu "Phụ Đinh".[240]
2. Chỉ tìm thấy biểu đồ cho nam giới cùng thế hệ, đó là huynh 兄, ('anh trai', 'anh em họ').
3. Nhà Thương gọi vợ của vua trị vì là phụ 婦.[241]
4. Các con trai và cháu trai của vua được gọi là tử 子. Từ này đôi khi được hiểu là họ của vua, trong khi một số người hiểu là cách gọi người con trai cả của gia đình.[242] Từ này có thể được dịch là 'lãnh chúa'.[243]

Nhà Thương cũng áp dụng các tiền tố khác như Đại 大 'lớn hơn' và Tiểu 小 'nhỏ hơn'. Có ba vị vua – Tiên Giáp, Ốc Giáp và Tượng Giáp – có tiền tố thụy hiệu không rõ nghĩa.

### Đền thờ

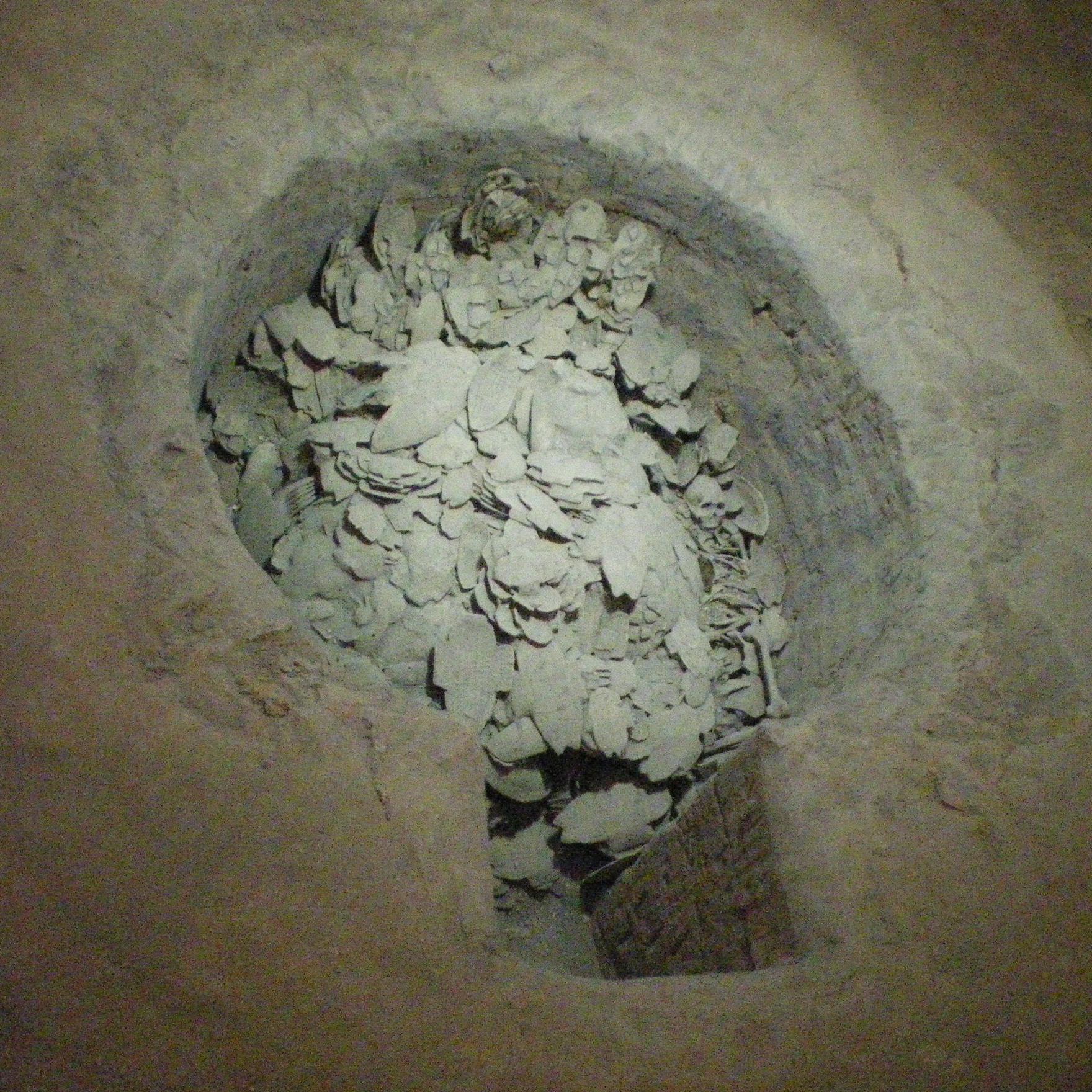
Hố chôn cất xương tại một khu nghi lễ của nhà Thương.

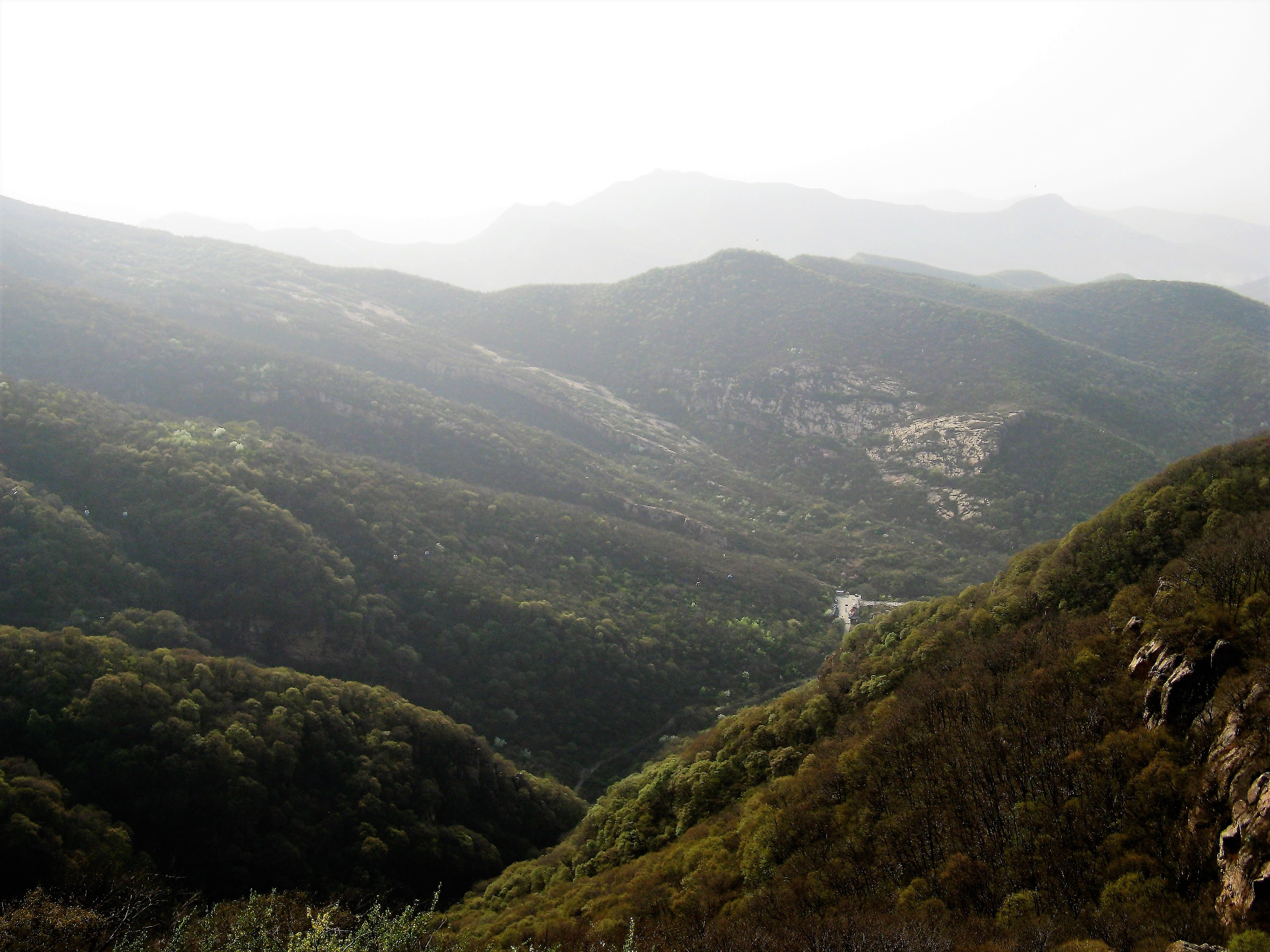
Tung Sơn, rất có thể là vị thần núi "Nhạc" 岳 của triều đại nhà Thương.

Trung tâm nghi lễ của nhà Thương nằm trên một ngọn đồi bị ngăn cách bởi sông Hoàn, được tân trang lại trong suốt quá trình tồn tại của thời cuối Thương. Tình trạng của địa điểm khai quật không cho phép xác lập cấu trúc xác định của khu phức hợp này. Tuy nhiên, các nghiên cứu hiện đại đều đồng ý về một số điểm, rằng khu vực trung tâm của khu là nơi diễn ra các nghi lễ hiến tế chính, được gọi là Ất, trong khi khu vực phía nam có các công trình nghi lễ nhỏ. Giáp cốt văn chép rằng các đền thờ (tông 宗) thường bao gồm đường 堂), đình (庭) và môn (門). Chữ giáp cốt nhà Thương biểu thị ngôi đền cho thấy rằng có thể ngôi đền đó chứa các tấm bia tâm linh, mặc dù chưa từng có tấm bia nào như vậy được chứng thực khảo cổ một cách rõ ràng. Một số tên mà nhà Thương sử dụng để chỉ cụ thể các tòa nhà nghi lễ có thể liên quan đến thần học của họ, vì những ký tự đó thường chứa biểu thị hình vuông.
Trong trường hợp của khu phức hợp Ất ở trung tâm, địa điểm nghi lễ chính của nhà Thương, những công trình đó đều tách biệt với các khu sinh sống của vương tộc. Khu phức hợp này bắt đầu bằng một lối vào lớn với các tòa tháp , kết nối gián tiếp với một cây cầu trung tâm, sau đó dẫn đến một sảnh tiếp tân có sáu cầu thang. Phía sau nó là một cặp sảnh có hàng cột với chín phòng, cùng với một bục lớn nơi một bàn thờ hình chóp có độ cao lớn hơn bất kỳ công trình nào khác, tọa lạc. Các tòa nhà phía nam dường như được thiết kế phỏng theo khu Ất với tỷ lệ 1:10. Ngoài ra, nhà Thương còn xây dựng những công trình có cột-không có tường phía trên các lăng mộ hoàng gia, chẳng hạn như đền thờ Phụ Hảo, được xây dựng trên lăng mộ của bà.
Hoàng gia và các nhóm tín đồ được độc quyền tiếp cận các công trình tôn giáo. Văn tự cho thấy nhà vua thường xuyên cầu nguyện trong các ngôi đền, với tư thế quỳ gối, tay cầm các vật nghi lễ. Các dòng chữ khắc cho thấy nhà Thương cũng thông cáo cho các linh hồn bằng các báo cáo nghi lễ được viết trong các ngôi đền. Các bàn thờ ngoài trời, không được đặt trong các cấu trúc mái, dường như chỉ được dành cho hai mục đích. Chúng bao gồm việc dùng làm bàn thờ banh, nơi người Thương thực hiện các nghi lễ hiến tế và thờ cúng các linh hồn của thiên nhiên, và dùng làm bàn thờ bằng đất cho thần đất Thổ. Năm nghi lễ chính của chu kỳ hiến tế thường được cử hành cho tổ tiên tại các tòa nhà trên đỉnh lăng mộ của họ, thường được nhắc tới trong giáp cốt văn.

### Chức sắc tôn giáo

Chữ giáp cốt biểu thị 'vũ công'.

Quan niệm của nhà Thương về những người thực hành tôn giáo tập trung vào nhà vua, người đóng vai trò là trung gian cao nhất giữa cõi người và cõi tâm linh. Nói cách khác, ông được coi là một quân vương-giáo chủ. Ông được các nhóm chức sắc tôn giáo hỗ trợ, được chia thành các đội chuyên biệt, mặc dù không mang tính quan liêu như hiện nay người ta thường nghĩ. Rất có thể các chức sắc tôn giáo này đóng vai trò trung tâm trong chính quyền nhà Thương. Các nhóm này thường bao gồm:
- Các thầy bói (đa bốc 多卜). Có khoảng 120 thầy bói, nhiều người trong số họ có tên trên giáp cốt văn.[263][136]
- Thư lại (sử 史), được giao nhiệm vụ ghi lại quẻ bói toán bằng văn tự lên xương.
- Các nhà thiên văn học, những người đã quan sát sao Hỏa và nhiều sao chổi, một kỳ tích đáng chú ý.
- Những vũ công (vũ 舞). Như nhiều văn tự cho thấy, họ nhảy múa trong khi cầm đuôi bò. Một số học giả đã liên kết các điệu múa nhà Thương với vu 巫.[262]
- Các nhà phụng vụ (chúc 祝), những người xuất hiện nhiều lần trong các văn bản.

Phu nhân của Vũ Đinh là Phụ Hảo dường như cũng đóng một vai trò trong các vấn đề tôn giáo. Ví dụ, một văn bản ghi lại rằng bà đã tổ chức một buổi tế lễ trong đó 500 tù nhân người Khương đã được hiến tế.
Có vẻ như các nghề nghiệp tôn giáo của nhà Thương có thể được tiếp thu thông qua nhiều hình thức học tập. Các văn bản do các viên chức thư lại của Vũ Đinh viết có chứa từ "học" 學, thường đi kèm với một tên nghi lễ để ám chỉ sự giáo dục tôn giáo cho các chức sắc. Ngoài ra, có những dòng chữ khắc dường như được sử dụng để giảng dạy, được Quách Mạt Nhược mô tả là những dòng chữ khắc mẫu được giáo viên sử dụng. Tuy nhiên, nhiều học giả đã đặt câu hỏi đối với bản chất của những dòng chữ khắc đó như một công việc thực hành. Những đề xuất khác đã được đưa ra. Người ta cũng thường tin rằng nhà Thương có thể đã xây dựng các địa điểm chuyên biệt để giảng dạy tôn giáo.\

### Thực hành tôn giáo ở địa phương
Nhà nước Thương bao gồm vùng kinh đô, mà họ gọi là Đại Ấp Thương" 大邑商, cùng các khu vực mở rộng do các thành viên vương tộc quản lý, mặc dù các khu vực này thay đổi theo thời gian và khó phân định. Các khu vực bên ngoài lãnh thổ nhà Thương cũng chịu ảnh hưởng về mặt văn hóa. Nhiều bằng chứng, mặc dù không nhiều như ở thủ đô, cho thấy sự hiện diện của tôn giáo Thương ở những vùng đất đó.
Bốn mảnh xương giáp cốt được phát hiện ở Trịnh Châu, một địa điểm nằm cách Ân Khư 200 km về phía nam, và được phát hiện có chứa những dòng chữ khắc ngắn có thể được viết dưới thời trị vì của Vũ Đinh. Một số mai rùa khai quật ở Đại Tân Trang (Sơn Đông) chứa một số dòng chữ bói toán có điểm tương đồng với văn phong bói toán của các thầy bói dưới quyền Vũ Đinh. Hàng trăm mảnh giáp cốt có dòng chữ khắc đã được khai quật từ địa điểm Chu Nguyên, quê hương của triều đại nhà Chu. Những thứ này có lẽ được sản xuất thời hai vị vua cuối cùng của nhà Thương và những năm đầu của nhà Tây Chu, với văn phong và thư pháp riêng biệt. Chúng đề cập đến việc người Chu thờ cúng tổ tiên nhà Thương, đặc biệt là các vị vua gần thời của họ nhất. Tuy nhiên, các học giả vẫn không đồng ý về bản chất của những lời bói toán này. Ngoài giáp cốt, đồng khí của nhà Thương từ các vùng đất bên ngoài dường như thể hiện cả đặc điểm của nhà Thương và địa phương, chẳng hạn như những đồ đồng được thu thập từ Hán Trung (Thiểm Tây).
Vị vương tử sở hữu nhóm giáp cốt Hoa Viên Trang Đông địa có lẽ đã định cư tại đất Nhung 戎, một vùng đất bị chinh phục và sáp nhập vào lãnh thổ nhà Thương. Ông đã ra lệnh xây dựng một ngôi đền thờ tổ tiên với các bài vị, thực hiện các lễ tế bằng cả vật liệu địa phương và nhập khẩu, và cho phép người thân tham gia vào các nghi lễ chung. Vị hoàng tử này thậm chí còn đóng vai trò thầy bói trong 26 quẻ bói khác nhau, điều mà Vũ Đinh không bao giờ làm. Tuy nhiên, ông ta hiếm khi tôn thờ các tổ tiên tiền triều đại và các thần thiên nhiên. Một số quẻ bói của Vũ Đinh đề cập đến vùng đất tên là Tử 子, một lãnh thổ đôi khi được cho phép thực hiện các nghi lễ hiến tế của nhà Thương.
Thật khó để có cái nhìn rõ ràng về các nghi lễ không phải của vương tộc thực hiện, vì các giáp cốt văn hầu như không đề cập đến những nghi lễ đó. Tuy nhiên, các địa điểm khác cũng đã tìm thấy các tài liệu cho thấy ảnh hưởng tôn giáo của nhà Thương. Tại di chỉ Quan Đế Miếu, người ta đã khai quật được những ngôi mộ gần giống hệt với những ngôi mộ ở An Dương. Khu vực mà sử Trung Quốc gọi là Đại Bành có lẽ có tập tục thực hành nghi lễ hiến tế người.

## Ảnh hưởng chính trị

Chứ giáp cốt biểu thị Quý 夔.

Nhà nước Thương dựa vào các đồng minh có mối quan hệ với vương tộc để tồn tại ổn định, tuy vậy các mối quan hệ này có thể chuyển từ bạn thành thù. Một lời giải thích cho việc các vua Thương có thể giành được sự ủng hộ của đồng minh là vì họ đã đưa các vị thần của họ vào tôn giáo của mình. Một trong số đó có lẽ là Quỳ. Bằng cách tôn thờ các vị thần của đồng minh, nhà vua sẽ đảm bảo ảnh hưởng tốt của ông  namđến họ.
Đối với nhà Thương, đàn ông vẫn đóng vai trò lớn hơn phụ nữ cũng giống như tổ tiên có ảnh hưởng lớn hơn tổ tiên 
nữ. Do đó, việc thụ thai con trai được triều đại nhà Thương coi là vấn đề quan trọng. Người ta quan sát thấy sự can thiệp của tổ tiên đóng vai trò quyết định giới tính của trẻ em, mặc dù giáp cốt văn cho thấy nhà Thương cũng coi ngày sinh có liên quan đến sự hình thành giới tính. Điều này có thể được chứng minh bằng các quẻ bói toán về việc Phụ Hảo mang thai, những quẻ này tiết lộ những ngày sẽ khiến đứa trẻ trở thành con trai hay con gái.

### Nguồn gốc

Văn hóa Ngưỡng Thiều.

Văn hóa Long Sơn.

### Thời đầu, giữa và cuối đời Thương

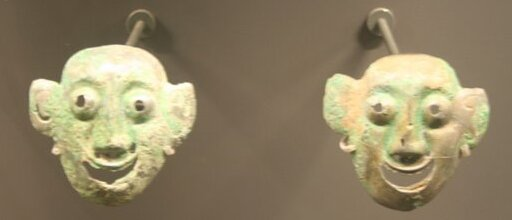
Mặt nạ đồng nhà Thương

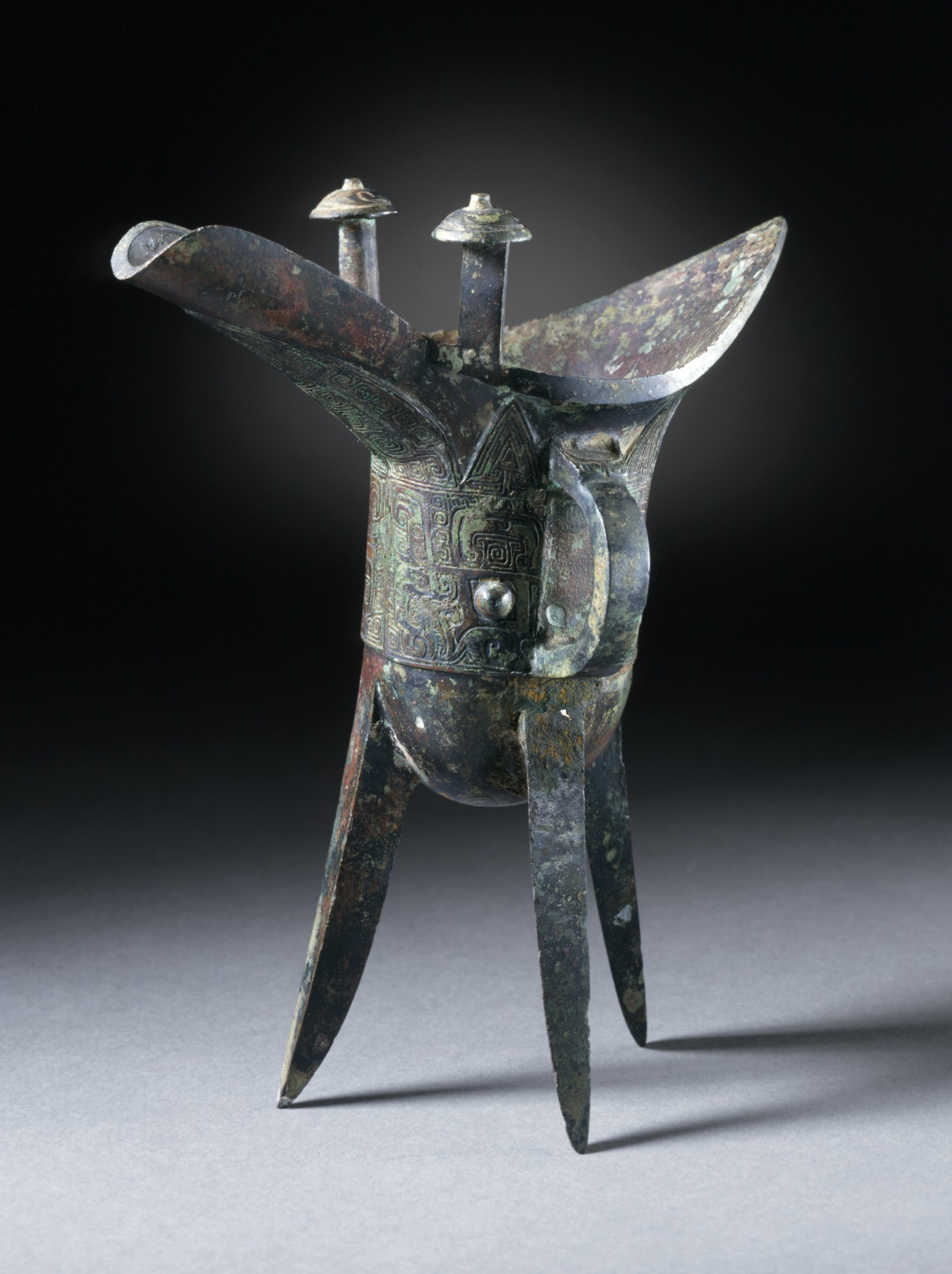
Bình đồng đựng rượu cuối đời Thương, c.1300 – 1050 TCN

### Sự kế thừa dưới triều Chu

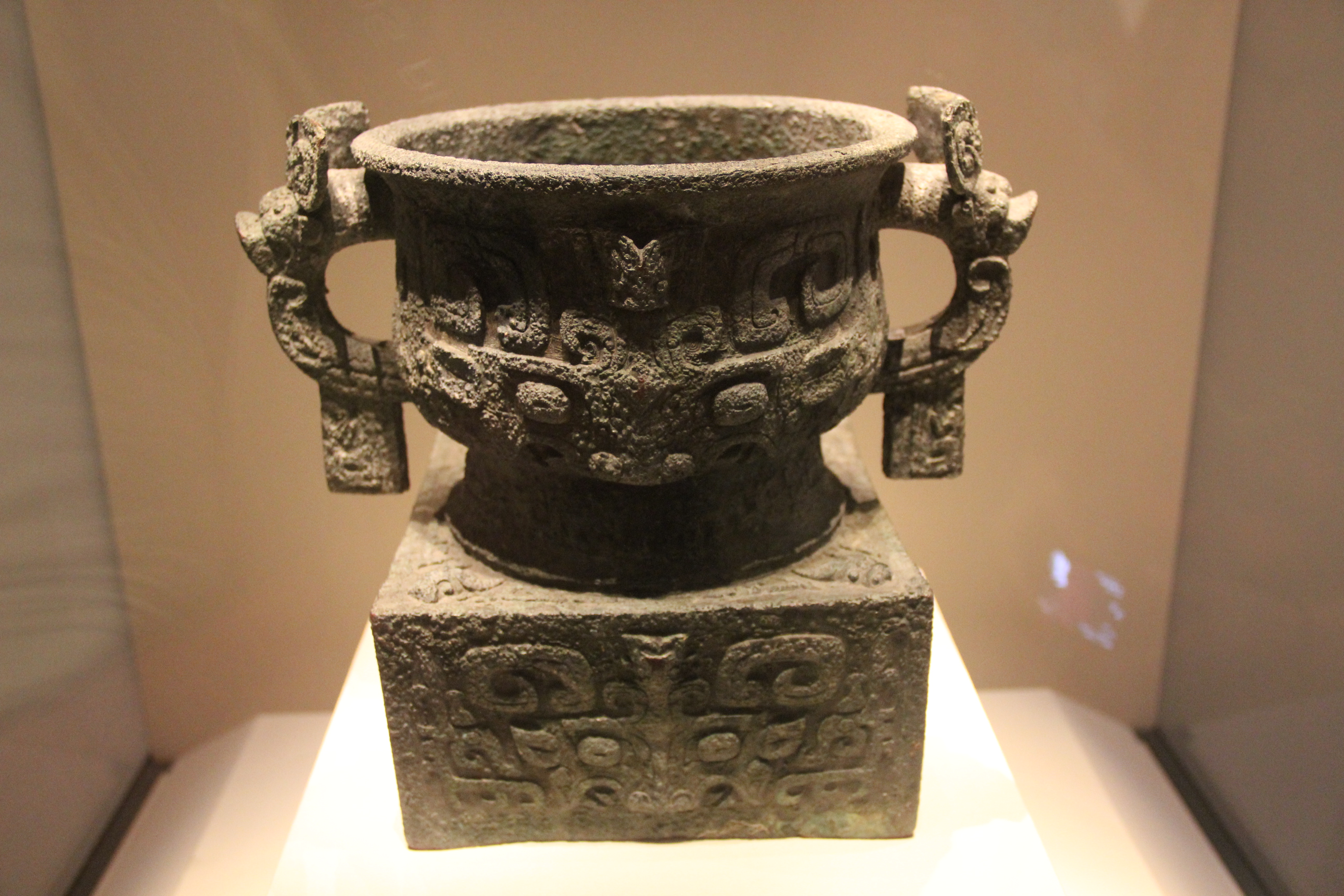
Quỹ đồng thời Chu Vũ vương.

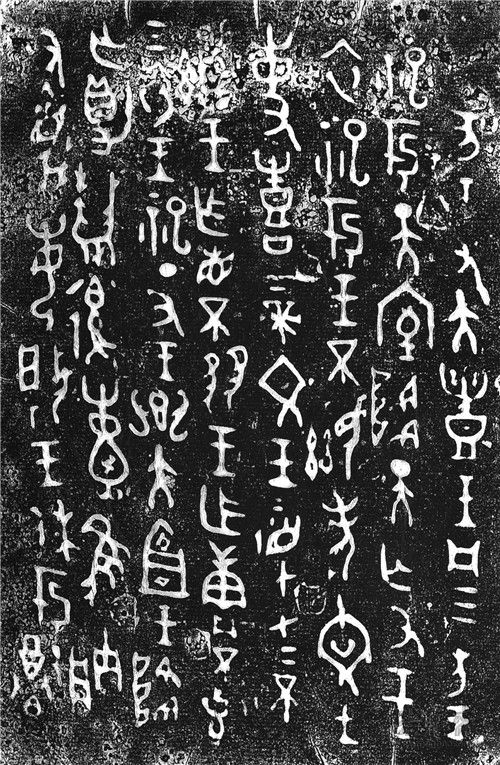
Quỹ đồng Thiên Vong, có khắc chữ ca ngợi Thượng đế và tổ tiên Văn vương nhà Chu.

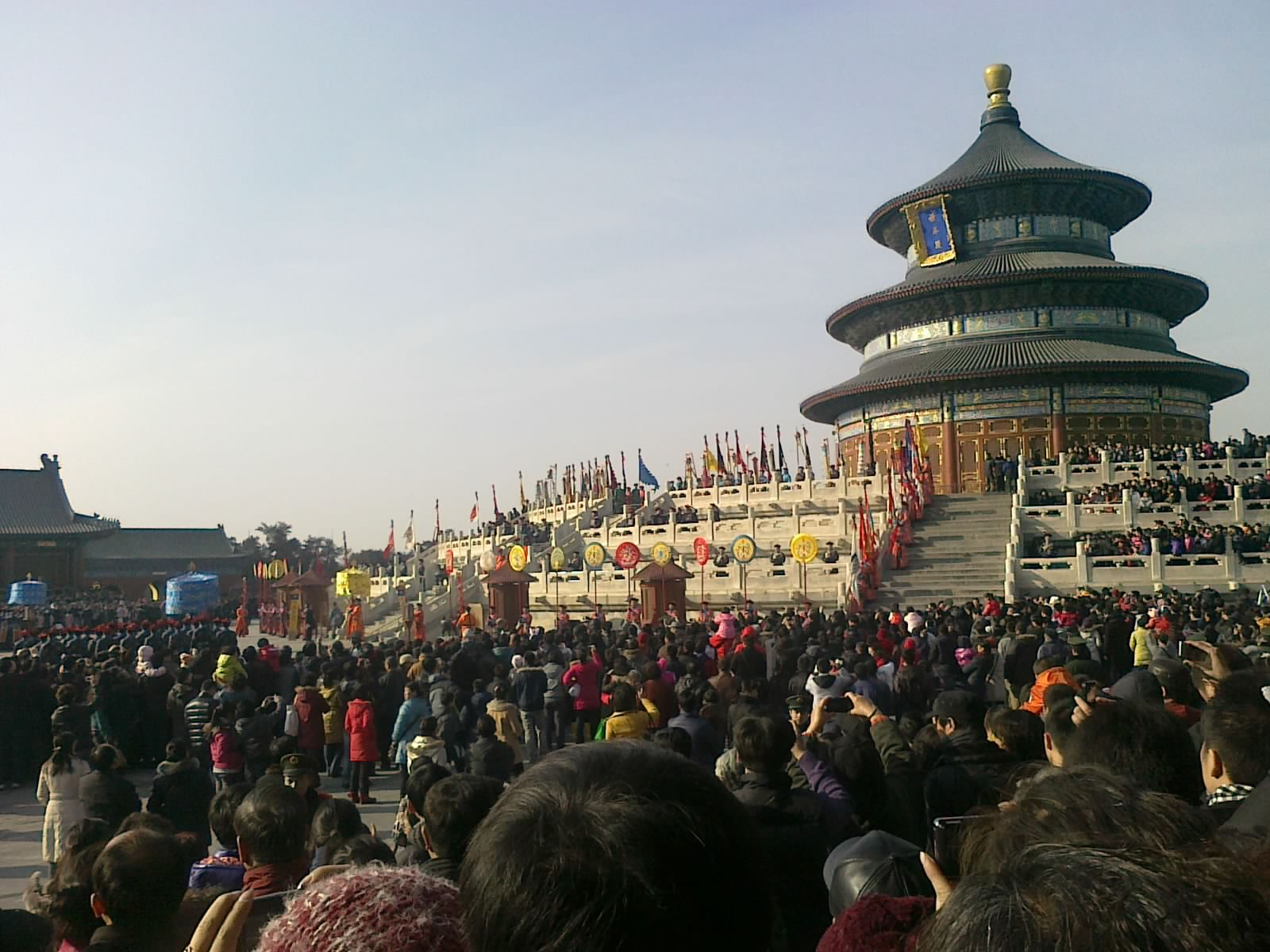
Lễ tế giao (Tế Thiên) hằng năm của người Trung Quốc.

### Di sản

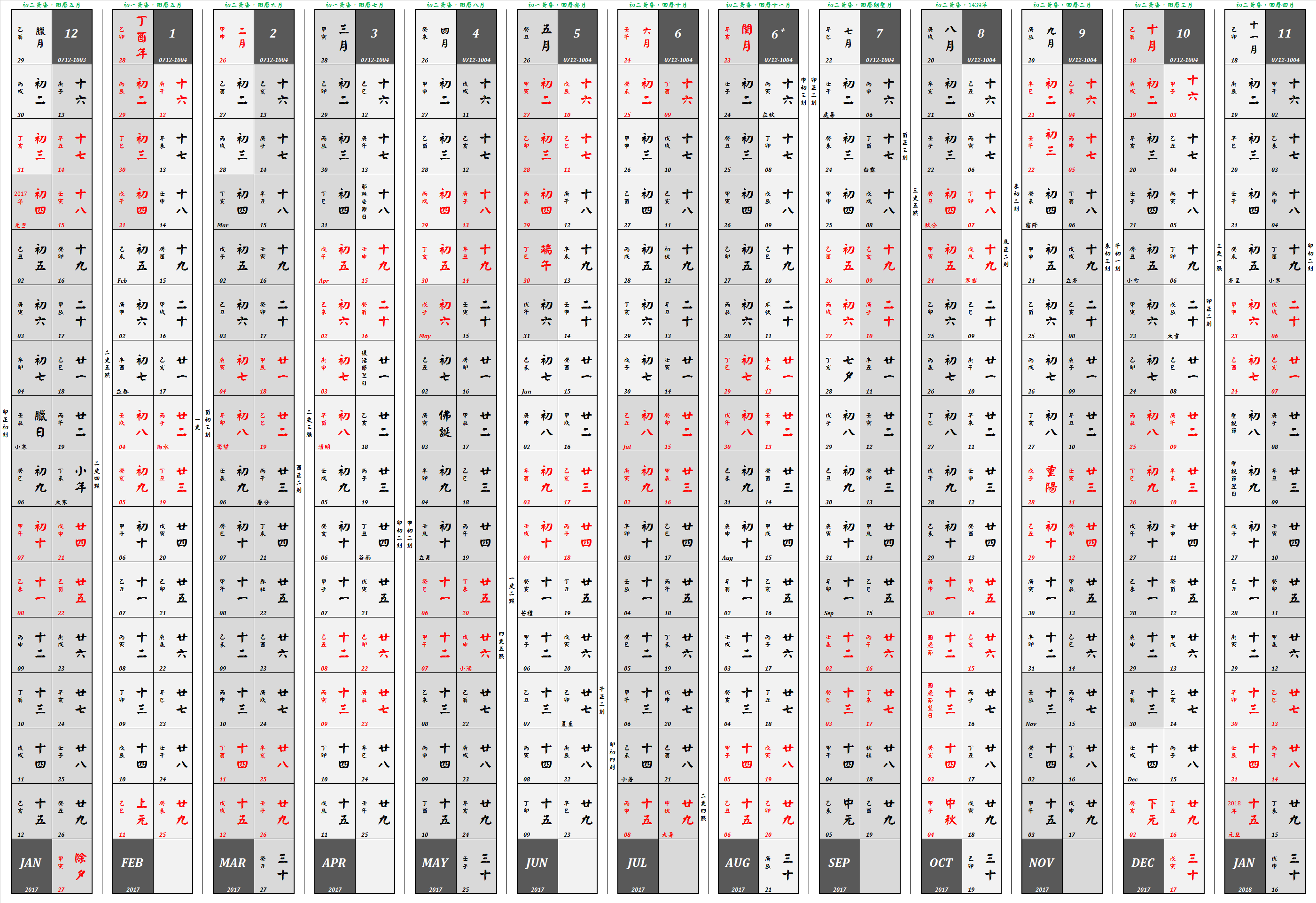
Lịch truyền thống năm 2017.

### Nhà Hán

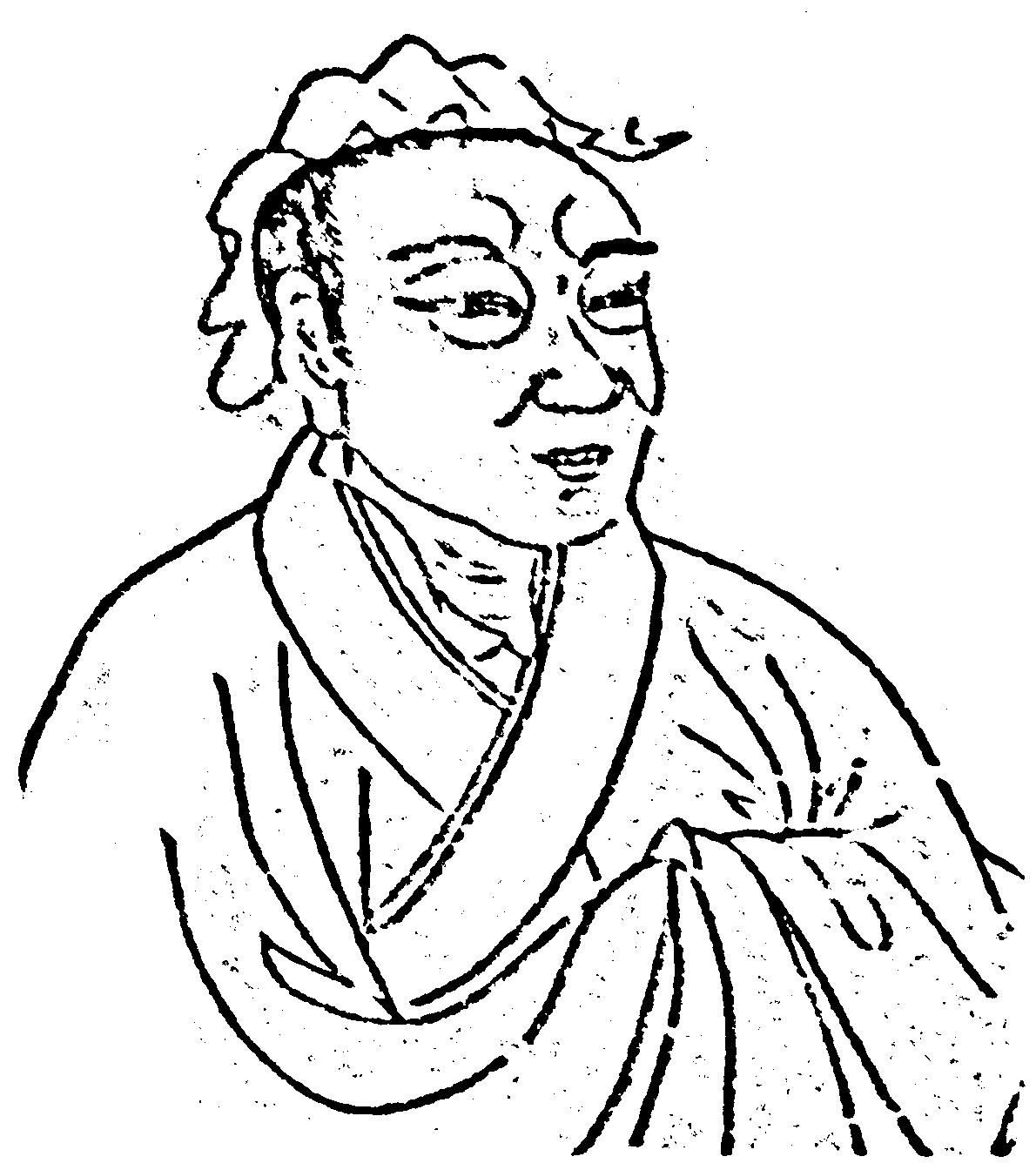
Sử gia Tư Mã Thiên

## Lịch sử phát triển